# 陈江街道

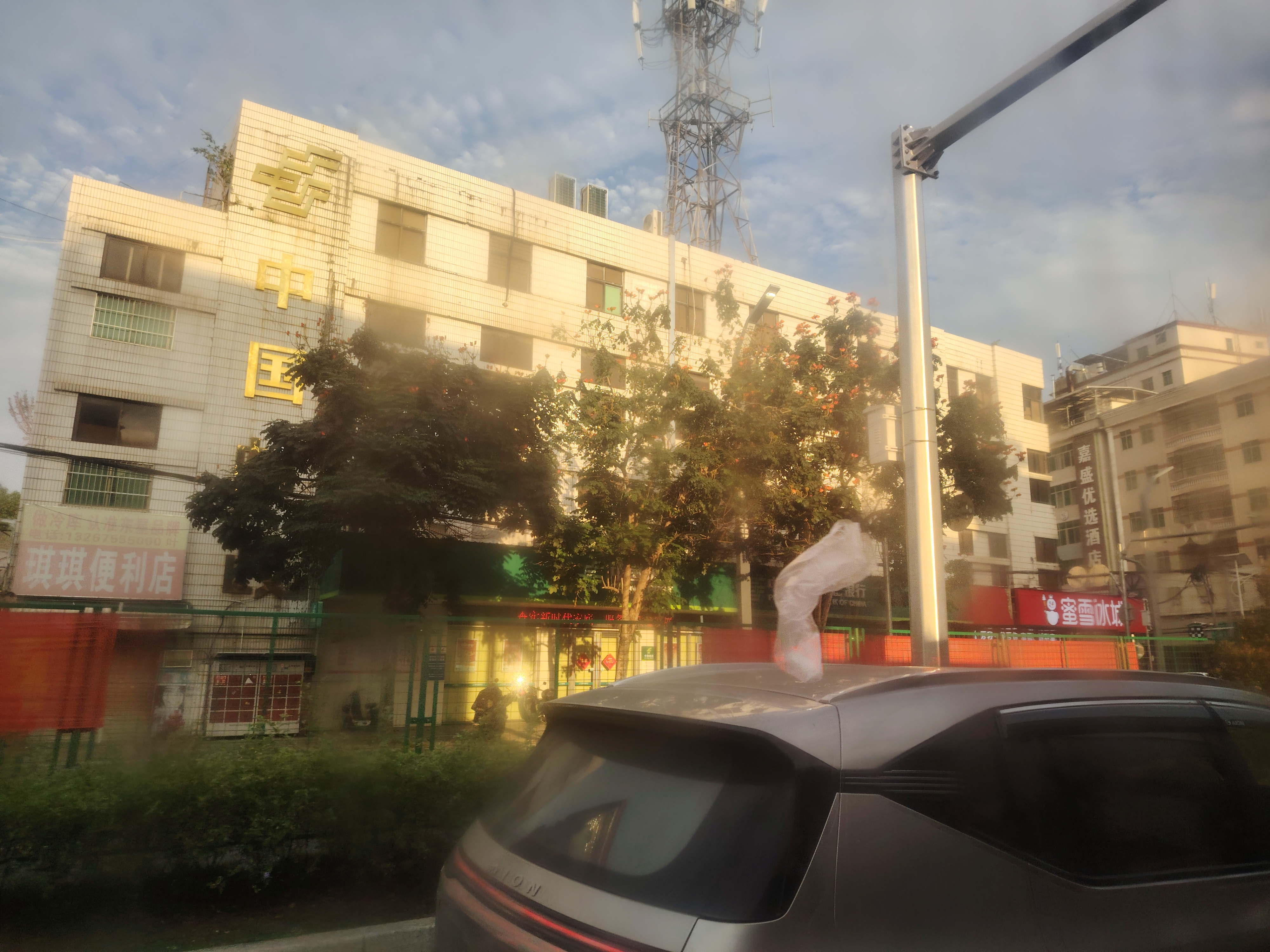
陈江邮局

陈江街道，是中华人民共和国广东省惠州市惠城区下辖的一个乡镇级行政单位，由仲恺高新区负责管理。

## 管治架构
行政：惠州仲恺高新区管委会陈江街道办事处

警务：惠州公安局仲恺高新区分局陈江派出所

## 行政区划
陈江街道下辖以下地区：
甲子社区、曙光社区、东江村、澄海村、青春村、东升村、陈江村、胜利村、五一村、观田村、石圳村、幸福村和社溪村。

## 商业
- 义乌广场商圈
- 天益城商圈
- 鑫月城商圈
- 壹城中心商圈

## 教育
- 仲恺中学
- 仲恺高新区第七学校
- 仲恺高新区第九学校
- 陈江小学
- 五一小学
- 仲恺高新区第十小学

## 交通
- 京九铁路：陈江站

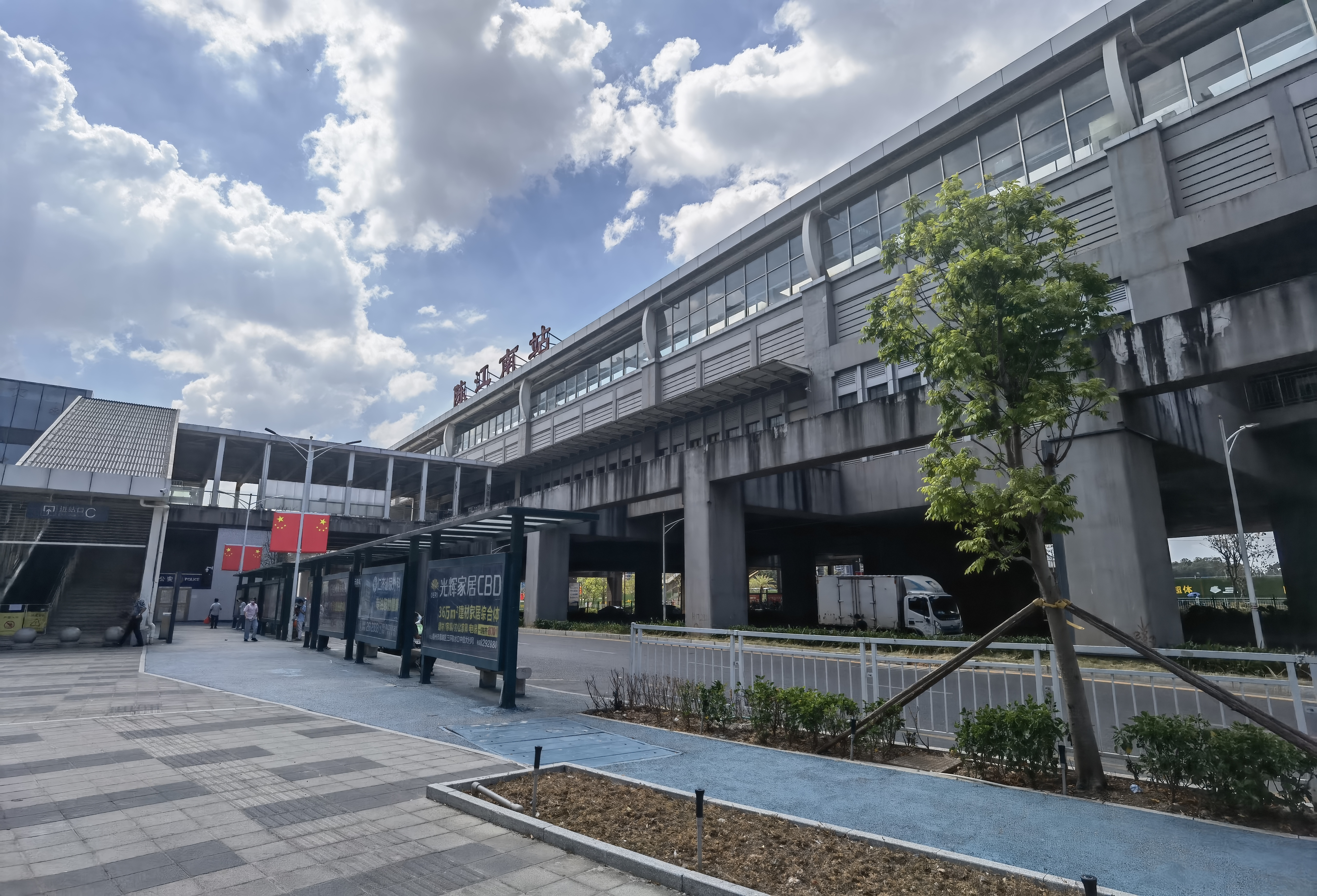
陈江南站站房

- 广惠城际铁路：陈江南站(原名仲恺站，后为了区分赣深高铁的仲恺站而更名)